# 滕叙兖
滕叙兖（1943年12月4日—），中国工程师、作家，辽宁大连人，汉族，中国共产党党员，中国作家协会会员。

## 生平
滕叙兖1963年考入位于哈尔滨的中国人民解放军军事工程学院第十一期电子工程系，1968年11月毕业。就读哈军工期间，他在1965年加入了中国共产党。毕业后，他被分配到黑龙江省鹤立39军农场进行劳动锻炼，直至1970年。其后，他进入中国科学院长春物理研究所工作，先后任工程师、高级工程师。他后来还担任过深圳科技园高新科技创业中心副经理、中国深圳国际经济技术合作公司部门经理。2003年，滕叙兖退休。
滕叙兖退休后开始研究文史，作品有《哈军工传》《风雨彭门》《陈赓大将与哈军工》《不信青史尽成灰》等。《哈军工传》获2007年第十届精神文明建设“五个一工程”入选作品奖。2009年，他成为中国作家协会会员。
滕叙兖和前中共中央軍委副主席徐才厚是大學同學。